# Robert de Lénoncourt
Robert de Lénoncourt (Lenoncourt, 1490 circa – La Charité-sur-Loire, 4 febbraio 1561) fu un arcivescovo e cardinale francese.
Era figlio di Thierry de Lenoncourt, barone di Vignory, e di Jeanne de Villé, proveniente da una nobile famiglia di militari. Fu nipote d'un altro Robert de Lenoncourt, arcivescovo di Reims e zio del cardinale Philippe de Lénoncourt.

## Biografia
Laureato in utroque iure fu eletto vescovo di Châlons il 10 maggio 1535. Nel concistoro del 20 dicembre 1538 fu creato cardinale: il 19 marzo 1540 ricevette la berretta cardinalizia e il 7 ottobre dello stesso anno il titolo di Sant'Anastasia. Fu anche promosso pari di Francia. Il 10 ottobre 1547 optò per il titolo di Sant'Apollinare.
Si dimise dal governo pastorale della diocesi di Châlons a favore del nipote Philippe de Lénoncourt il 30 maggio 1550, rimanendone amministratore apostolico fino alla consacrazione del nipote.
Il 22 aprile 1551 divenne amministratore apostolico della diocesi di Metz, da cui si dimetterà il 16 dicembre 1555. L'11 dicembre 1555 optò per il titolo di Santa Cecilia.
Il 23 marzo 1556 fu eletto arcivescovo di Embrun e il 4 ottobre dello stesso anno divenne amministratore apostolico della diocesi di Auxerre. Il 7 febbraio 1560 si dimise da entrambi gli incarichi e accettò quello di amministratore apostolico dell'arcidiocesi di Arles, nomina che probabilmente gli era già nota qualche mese prima, perché nel dicembre del 1559 ospitò nel castello di Salon, proprietà degli arcivescovi di Arles, la principessa Margherita di Savoia figlia di Emanuele Filiberto.
Il 13 marzo 1560 optò per l'ordine dei cardinali vescovi ed ebbe la sede suburbicaria di Sabina. Sempre nello stesso anno divenne amministratore apostolico dell'arcidiocesi di Tolosa.
Robert de Lénoncourt partecipò ai conclavi che elessero Giulio III (1549-1550), Marcello II (1555), Paolo IV (1555) e Pio IV (1559).
Nell'aprile 1552 il vescovato di Metz passò sotto la "protezione" francese insieme a quelli di Verdun e di Toul (i "tre vescovati" che fino allora avevano fatto parte del Sacro Romano Impero).
La città, difesa dal duca di Guisa fu invano assediata da Carlo V.
Robert de Lenoncourt morì al priorato di La Charité-sur-Loire e vi fu sepolto. L'anno successivo gli Ugonotti occuparono la città e disseppellirono i resti del cardinale, bruciandoli o gettandoli nella Loira.